# رود ستايغر
رودني ستيفن ستيغر (بالإنجليزية: Rod Steiger)‏ (14 أبريل 1925 - 9 يوليو 2002) ممثل أميركي، اشتهر بأدائه وتمثيله للشخصيات غريبة الأطوار والمتقلبة في كثير من الأحيان والمخبولة. عُرف بأنه «واحدٌ من أكثر نجوم هوليود ديناميكية». يرتبط أداؤه ارتباطًا وثيقًا بفن التمثيل المنهجيّ، إذ يجسد الشخصيّات التي يلعب دورها، والتي أدت في كثير من الأحيان إلى خلافات ومشاحنات مع المخرجين والنجوم المشاركين. قام ببطولة دور تشارلي شقيق مارلون براندو في فيلم «على الواجهة البحريّة» (بالإنجليزية: The on the Waterfront)، ودور سول نازرمان في فيلم ذا باون بروكر (بالإنجليزية: The Pawnbroker) عام 1964، وكمدير الشرطة بيل جيليسبي أمام سيدني بواتييه في فيلم «في دفء الليل» عام 1967 الذي فاز بجائزة الأوسكار لأفضل مُمثّل.
أدّي دور الزعيم الإيطالي بينيتو موسوليني في فيلمي آخر أيام موسوليني [الإنجليزية]، وأسد الصحراء.

## حياته الشخصية
تزوّج ستيغر خمس مراتٍ: الأولى كانت الممثلة سالي غراسي (1952-1958)، والثانية هي الممثلة كلير بلوم (1959-1969)، والثالثة هي السكرتيرة شيري نيلسون (1973-1979)، والرابعة هي المغنية بولا إليس (1986-1997) والخامسة هي الممثلة جوان بنديكت ستيغر (من عام 2000 حتى وفاته).
أنجب ابنة وهي مغنية الأوبرا آنا ستيغر (من مواليد عام 1960) من زوجته بلوم، وابنًا هو مايكل ستيغر (من مواليد عام 1993) من زوجته إليس. وفي مقابلة مع الصحفي كينيث باسينجهام، قال ستيغر -إن بلوم «تمثّل كلّ ما أردته في امرأة»، و«ربما كان زواجنا جيدًا لأننا كنا متفقين عندما التقينا». اشترى الزوجان منزلًا في ماليبو، كاليفورنيا، في حيّ جذب ستيغر لكن بلوم وجدته مضجرًا، كما اشتريا شقة في مانهاتن وكوخًا في مقاطعة غالواي، بالقرب من منزل جون هيوستون. دفعت الأمور والاعتبارات الماليّة ستيغر إلى بيع شقتهما في نيويورك في منتصف السبعينيات. أزعجهُ كثيرًا انتهاء زواجه من بلوم في عام 1969، وأنها سرعان ما تزوجت من منتج البرودواي هيلارد إلكينز في نفس العام، وهو الرجل الذي عهد إليه ستيغر بالاعتناء بها عندما كان يصوّر فيلم ووترلو (بالإنجليزية: Waterloo). كان ستيغر أيضًا صديقًا مقربًا للممثلة إليزابيث تايلور.
كان ستيغر مكارثيًا بشكل واضح. انتقد بشكل خاص موقف تشارلتون هيستون من الأسلحة، ووصفه علنًا بأنه «الفاشيّ المفضّل في أمريكا». في أحد الخلافات في أحد أعمدة صحيفة لوس أنجلوس تايمز، رد ستيغر على رسالة بعثها هيستون وقال فيها إنه صُدم بأن معهد الفيلم الأمريكي لم يكرم إيليا كازان بسبب شهادته أمام لجنة الأنشطة الأمريكية. كتب ستيغر أنه «مذعور» على الممثلين والكتاب الذين أجبروا على قيادة سيارات الأجرة بسبب إدراج أسمائهم في القائمة السوداء وانتحارهم نتيجة لذلك. لم يرد هيستون على ذلك.
عانى ستيغر من الاكتئاب طيلة حياته. ووصف نفسه بأنه «عاطل عن العمل لمدة ثماني سنوات مع اكتئاب سريري» قبل فوزه بجائزة الأوسكار في فيلم «حر الليل» (بالإنجليزية: The Heat of the Night). غالبًا ما تفاقمت مشاكله المهنية منذ السبعينيات وما بعدها بسبب المشاكل الصحية. خضع لجراحة قلب مفتوح في عام 1976 ومرة أخرى في عام 1979 وكان يعاني من السمنة، على الرغم من أن بعض أدواره، مثل نابليون، تطلبت منه أن يكتسب وزنًا عمدًا. بعد انتكاس زواجه الثالث في عام 1979، تأثرت حياتُه المهنيّة في الثمانينيات سلبًا بسبب اكتئاب شديد، الذي عاد جزء منه إلى الجراحة. أصبح منعزلًا على نحو متزايد خلال هذه الفترة، وكثيرًا ما كان يحبس نفسه في شقّته، فيشاهد كرة القدم الأميركية لعدة ساعات. وقال عن التجربة: «تبدأ بفقدان احترام الذات. لا تمشي، ولا تحلق، وإذا لم يكن أحد يراقبك فإنك تذهب إلى الحمام حيث كنت جالسًا». كان يستلقي في السرير ليلًا ويفكّر «لن تمثّل مرة أخرى أبدًا. لماذا الانزعاج؟ أنت لست جيّدًا». رغم هذه التحديات، استمر ستيغر في العمل في التسعينيات وفي أوائل العقد الأول من القرن الواحد والعشرين. في إحدى المقابلات الأخيرة، قال إن هناك وصمة عار مرتبطة بشكل خاطئ بمرضى الاكتئاب وأنها ناجمة عن اختلال في التوازن الكيميائي لا عن مرض عقلي. وأضاف: «لا يجب أن يكون الألم أبدًا مصدر عار. إنه جزء من الحياة، إنه جزء من البشرية».

## بداية حياته والتمثيل
ولد ستيغر في 14 أبريل 1925 في ويستثامبتون، نيويورك، وهو الطفل الوحيد للوراين وفريدريك ستيغر، وكلاهما من أصول فرنسية واسكتلندية وألمانية. تربى رود على المذهب اللوثريّ، ولم يعرف والده قط، والذي كان ممثّلًا يعمل في المنوّعات والاستعراض المسرحي مع أم ستيغر، لكن قيل له إنه رجل لاتيني وسيم، وموسيقيّ وراقصٌ موهوب. يصفه كاتب سيرة توم هاتشينسون بأنه «شخصية غامضة وهاربة»، وكانت «ذات وجود خفي وتأثير غير مرئي».
وصف هاتشينسون أم ستيغر بأنها "ممتلئة الجسم، وحيوية وصغيرة، ذات شعر طويل بلون كستنائيّ". امتلكت صوتًا غنائيًّا جيّدًا وكادت أن تصبح ممثلة هوليوود، ولكن بعد أن خضعت لجراحةٍ في الساق ضعفت قدرتها على المشي بشكل دائم، تخلت عن التمثيل واستسلمت للكحول. نتيجةً لذلك، تركت عرض الأعمال وانتقلت بعيدًا عن وستثامبتون لتربية ابنها. تنقّلوا عبر عدة بلدات، منها إيرفينغتون وبومفيلد، قبل أن يستقروا في نيوآرك، نيوجيرسي. تسبب إدمانها على الكحول في حرج شديدٍ لها ولابنها، وكثيرًا ما سخر واستهزأ بالعائلة أطفالٌ آخرون وآباؤهم. في الخامسة من عمره، تعرض لعنفٍ جنسيٍّ من أحد المولعين بالأطفال، جذبه بجمع الفراشات. وقال ستيغر عن خلفيته العائلية المضطربة: "إذا كان لديك خيار الطفولة التي عشتها، مع والدة مدمنة على الكحول وكونك الممثل الشهير الذي أنت عليه اليوم، أو أن تحظى بطفولة آمنة ومحبة ولا تصبح مشهورًا، أيهما تختار؟ طفولة آمنة ومحبة في نيويورك. خلال السنوات الإحدى عشرة الأخيرة من حياتها، ابتعدت والدته عن الكحول وأصبحت متزنة وحضرت بانتظام اجتماعات "مدمنو الكحول المجهولون". وذكر ستيغر: "كنتُ فخورًا بها. تداركت نفسها. عادت إلى الحياة مرة أخرى". 
أثناء طفولته، وبسبب قوته الكبيرة وحجمه، أصبح ستيغر يعرف بـ «الصخرة». رغم الاستهزاء والسخرية من إدمان أمه على الكحول، فقد كان شخصية معروفة في المدرسة ولاعب كرة لينة. أبدى اهتمامًا بكتابة الشعر والتمثيل خلال سنوات المراهقة، وظهر في العديد من المسرحيات المدرسية في مدرسة ويست سايد الثانوية في نيوارك. هرب من منزله وهو في السادسة عشرة من عمره ليلتحق بالبحرية الأمريكية خلال الحرب العالمية الثانية. 
التحق في 11 مايو 1942 وتلقى تدريبه في مركز التدريب البحري الأمريكي في نيوبورت بولاية رود آيلاند. وانضم إلى فريق المدمرة يو إس إس توسيغ (دي دي-746) المعتمدة للخدمة حديثًا في 20 مايو 1944. 

## مساره المهنيّ

### بداية الحياة المهنية والانطلاقة (1946-1956)
ظهر ستيجر على خشبة المسرح لأول مرة عند إنتاج اللعنة عليك، جاك دالتون! (بالإنجليزية: Curse you, Jack Dalton!) عام 1946 في المسرح المدني في نيوآرك. بعد ذلك، تلقى دعوة من أحد معلميه، دانييل مان، لحضور استوديو الممثلين الذي أنشأته إيليا كازان في أكتوبر 1947. كان هذا الاستوديو الذي حضره مع مارلون براندو وكارل مالدن وإيلاي والاك المكان الذي درس فيه طريقة التمثيل التي أصبحت متأصلة فيه بعمق.

### وفاته
توفي ستيغر بسبب الالتهاب الرئوي والفشل الكلويّ وهو بعمر 77 عامًا، نتيجة مضاعفات ناجمة عن جراحة ورم في المثانة في 9 يوليو 2002، في إحدى مستشفيات ويست سايد في لوس أنجلوس. دفن في حديقة فورست لون ميموريال (هوليوود هيلز). صدر فيلم إنقاذ شيلوه (بالإنجليزية: Saving Shilloh)، في 2006 إحياء لذكراه.

## أعماله
- على الواجهة البحرية
- فيلم الدكتور جيفاغو
- في دفء الليل
- سيف جدعون، بدور موردخاي صامويلز، 1986

## روابط خارجية
- رود ستايغر على موقع IMDb (الإنجليزية)
- رود ستايغر على موقع الموسوعة البريطانية (الإنجليزية)
- رود ستايغر على موقع روتن توميتوز (الإنجليزية)
- رود ستايغر على موقع مونزينجر (الألمانية)
- رود ستايغر على موقع ألو سيني (الفرنسية)
- رود ستايغر على موقع تيرنر كلاسيك موفيز (الإنجليزية)
- رود ستايغر على موقع أول موفي (الإنجليزية)
- رود ستايغر على موقع قاعدة بيانات برودواي على الإنترنت (الإنجليزية)
- رود ستايغر على موقع قاعدة بيانات الأفلام السويدية (السويدية)
- رود ستايغر على موقع إن إن دي بي (الإنجليزية)